# 그대 품에 다시 한 번
《그대 품에 다시 한 번》(The Girl on a Motorcycle)은 프랑스에서 제작된 잭 카디프 감독의 1968년 멜로/로맨스 영화이다. 마리안느 페이스풀 등이 주연으로 출연하였다.

## 출연

### 주연
- 마리안느 페이스풀
- 알랭 들롱

### 조연
- 마리우스 고링
- 카트린 주르당

## 기타
- 미술: 장 디에보네